# 顧梁材
顧梁材（1532年—？），字弘任，號復春，直隸蘇州府長洲縣民籍常熟縣人，明朝政治人物。

## 生平
嘉靖四十三年（1564年）甲子科應天府鄉試第二十八名舉人。隆慶二年（1568年）中式戊辰科會試第三百三十名，三甲第二百七十六名進士。官至礼部郎中。

## 家族
曾祖顧純；祖父顧宗源；父顧嵩，母朱氏。具庆下。